# Carol Emshwiller
Carol Emshwiller (n. 12 aprilie 1921, Ann Arbor, Michigan, SUA – d. 2 februarie 2019, Durham, Carolina de Nord, SUA) a fost o scriitoare americană de literatură științifico-fantastică.
A primit Premiul Nebula pentru cea mai bună povestire ("Creature", 2003), Premiul World Fantasy pentru realizări de o viață și Premiul Philip K. Dick.

## Lucrări scrise

### Romane
- Carmen Dog (1988)
- Ledoyt (1995)
- Leaping Man Hill (1999)
- The Mount (2002)
- Mister Boots (2005)
- The Secret City (Tachyon Publications, 2007)

### Ficțiune scurtă
Colecții
- Joy in Our Cause: Short Stories (1974)
- Verging on the Pertinent (1989)
- The Start of the End of It All (1990) (Winner of the World Fantasy Award, Best Collection)
- Report to the Men's Club and Other Stories (2002)
- I Live With You (Tachyon Publications, 2005)
- The Collected Stories of Carol Emshwiller (2011)
- In The Time Of War & Master Of the Road To Nowhere (2011)

Povestiri
| Titlu                   | An   | Publicată în                                         | Republicată în | Note  |
| ----------------------- | ---- | ---------------------------------------------------- | --- | ----- |
| Sex and/or Mr. Morrison | 1967 | Dangerous Visions                                    | - Joy In Our Cause (1974) - Women of Wonder (1975) - The Start of the End of It All (1990) - Crossing the Border (1998) - Passing for Human (2009) - Collected Stories of Carol Emshwiller, Vol. 1 (2011) | [ 5 ] |
| Foster mother           | 2001 | „Foster mother”. F&SF. 100 (2): 130–137. 2001.       | |       |
| Grandma                 | 2002 | The Magazine of Fantasy & Science Fiction (Mar 2002) | - Report to the Men's Club and Other Stories (Small Beer Press, 2002) - Year's Best SF 8 (2003) - Jack Dann, ed. Nebula Awards Showcase 2005 (Roc, 2005)                                                  |       |

## Premii
- Cordwainer Smith Rediscovery Award, în 2019

## Legături externe
- Carol Emshwiller la Internet Speculative Fiction Database
- Carol Emshwiller la Science-Fiction Encyclopedia
- Carol Emshwiller – The Future is Female!

## Vezi și
- Listă de scriitori de literatură științifico-fantastică